# Epinephelus itajara
Epinephelus itajara је зракоперка из реда Perciformes.

## Угроженост
Ова врста је крајње угрожена и у великој опасности од изумирања.

## Распрострањење
Ареал врсте Epinephelus itajara обухвата већи број држава уз Атлантик и Пацифик. 
Врста има станиште у Бразилу, Мексику, Венецуели, Перуу, Еквадору, Француској, Сенегалу, Сједињеним Америчким Државама, Колумбији, Мауританији, Нигеру, Нигерији, Камеруну, Панами, Никарагви, Костарици, Хондурасу, Салвадору, Белизеу, Куби, Кајманским острвима, Јамајци, Хаитију, Доминиканској Републици, Светом Винсенту и Гренадинију, Светом Китсу и Невису, Светој Луцији, Порторику, Гвајани, Суринаму, Антигви и Барбуди, Бахамским острвима, Барбадосу, Доминици, Тринидаду и Тобагу, Гваделупу, Француској Гвајани, Бенину, Обали Слоноваче, Екваторијалној Гвинеји, Габону, Гани, Гвинеји Бисао, Либерији, Сијера Леонеу, Тогу, Аруби, Гренади, Холандским Антилима, Девичанским острвима и Бермудским острвима.

## Станиште
Станишта врсте су морски екосистеми, углавном тропска мора до 50 метара дубине.